# Soleyman el-Halaby
Pour les articles homonymes, voir Soliman et Halaby.

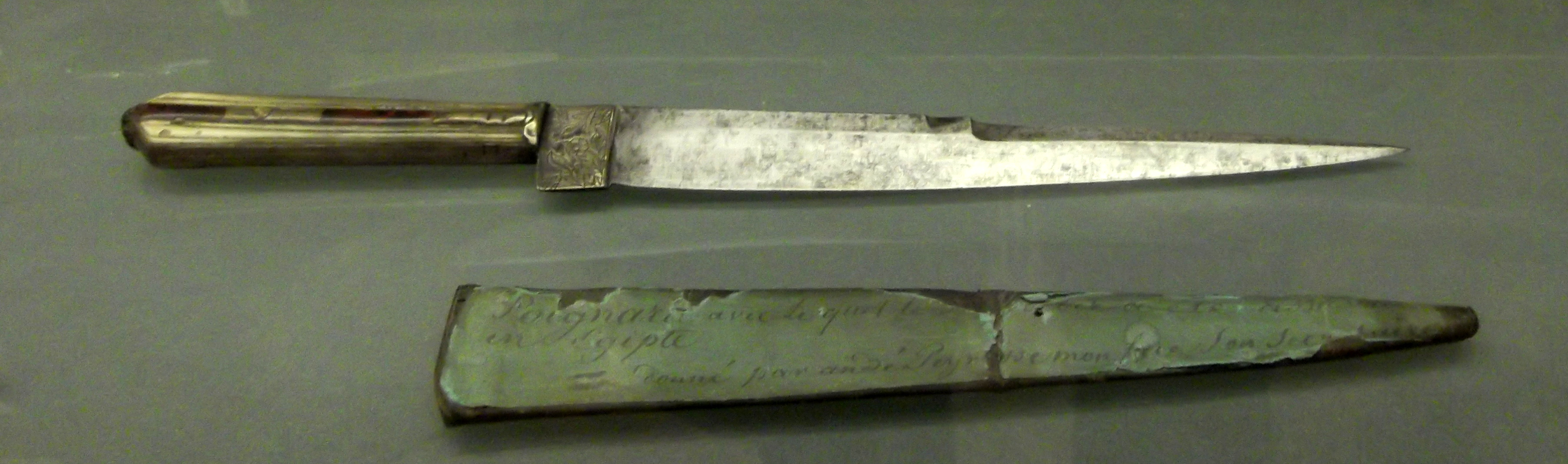
Le poignard qui tua le général Jean-Baptiste Kléber est exposé au Musée des Beaux-Arts de Carcassonne.

Soleyman ben Mouhammad Amine el-Halaby (aussi connu sous le nom de Suleiman al-Halabi ou encore Soliman El Halaby ; kurde : Seleman Ous Qopar, arabe : سليمان الحلبي ; né en 1777 et mort le 17 juin 1800) est un étudiant kurde ayant assassiné le général Kléber lors de la campagne d'Égypte de Bonaparte le 14 juin 1800.

## Biographie
Soleyman el-Halaby est né dans le village de Kukan près d'Alep d'une famille kurde appelée Ous Qopar. Son père, un religieux du nom de Mohammad Amin, travaillait dans la vente de beurre et d'huile d'olive.
En 1797, le père de Soleyman el-Halaby l'envoie au Caire en Égypte pour étudier les sciences islamiques à l'université al-Azhar.
À l'âge de 23 ans, Soleyman el-Halaby assassine, en Égypte, le général de l'armée française Jean-Baptiste Kléber, qui venait de remplacer Napoléon à la tête de la courte aventure de conquête de l'Égypte. El-Halaby s'est fait passer pour un mendiant pour pouvoir approcher Kléber et il lui a donné des coups de stylet.
Le dramaturge égyptien Alfred Farag a écrit, en 1965, un ouvrage qui relate l'assassinat du général Kléber par Sulayman al-Halabi.

## Sentence
En raison de cet acte, le conseil de guerre le condamne à mort, ainsi que ses complices, avec exécution le jour des obsèques de Kléber (17 juin). Les complices ont la tête tranchée au cimeterre avant que leurs corps ne soient brûlés sous les yeux de Soleyman. Celui-ci est condamné au supplice du pal, dont l'exécution est décrite en ces termes par Claude Desprez, un érudit du XIXe siècle :

« L'homme fut condamné, par le conseil de guerre français, à avoir les poings brûlés puis à être empalé vif. Le bourreau Barthélemy coucha Soliman sur le ventre, tira un couteau de sa poche, lui fit au fondement une large incision, en approcha le bout de son pal et l'enfonça à coups de maillet. Puis il lia les bras et les jambes du patient, l'éleva en l'air et fixa le pal dans un trou préparé. Soliman vécut encore durant quatre heures, et il eût vécu plus si, durant l'absence de Barthélemy un soldat ne lui eut donné à boire : à l'instant même il expira. »

Le médecin français Dominique-Jean Larrey, rapporte en 1803 :

« Le courage et le sang froid avec lequel Sulayman se laissa brûler la main droite et empaler étonnent l’homme sensible, et prouvent combien la ferme volonté de l’individu influe sur les sensations physiques. Il vécut environ quatre heures, au milieu des plus cruelles souffrances, sans faire entendre une seule plainte. La brûlure de la main s’était portée jusqu’aux os ; et le pal, après avoir dilacéré les viscères du bas-ventre, les nerfs et les vaisseaux, avait fracturé l’os sacrum, deux vertèbres lombaires, et s’était implanté dans le canal vertébral. Je me suis convaincu de ces faits par l’inspection que je fis, quelque temps après, de son cadavre, quoique déjà desséché : j’en ai déposé le squelette au muséum d’histoire naturelle. »

Le crâne de Soleyman al-Halabi fut montré pendant des années aux étudiants de médecine à Paris « pour leur faire voir la bosse du crime et du fanatisme avant de finir au musée de l'Homme » avec son stylet.
Le poignard qui servit à tuer Kléber est exposé au musée des Beaux-Arts de Carcassonne. Il a été rapporté par son secrétaire André Peyrusse (1774-1854) et offert à la ville par son frère, le trésorier de Napoléon, Guillaume Peyrusse,.